# بافلوجراد
بافلوجراد (بالأوكرانية: Павлоград )‏ هي مدينة ذات أهمية إقليمية في أوكرانيا، تقع في دنيبروبتروفسك أوبلاست، بلغ عدد سكانها 106,683  نسمة وذلك حسب إحصائيات سنة 2017، تبلغ مساحتها 59.00 كيلومتر مربع، رمزها البريدي هو 51400.

## معرض صور

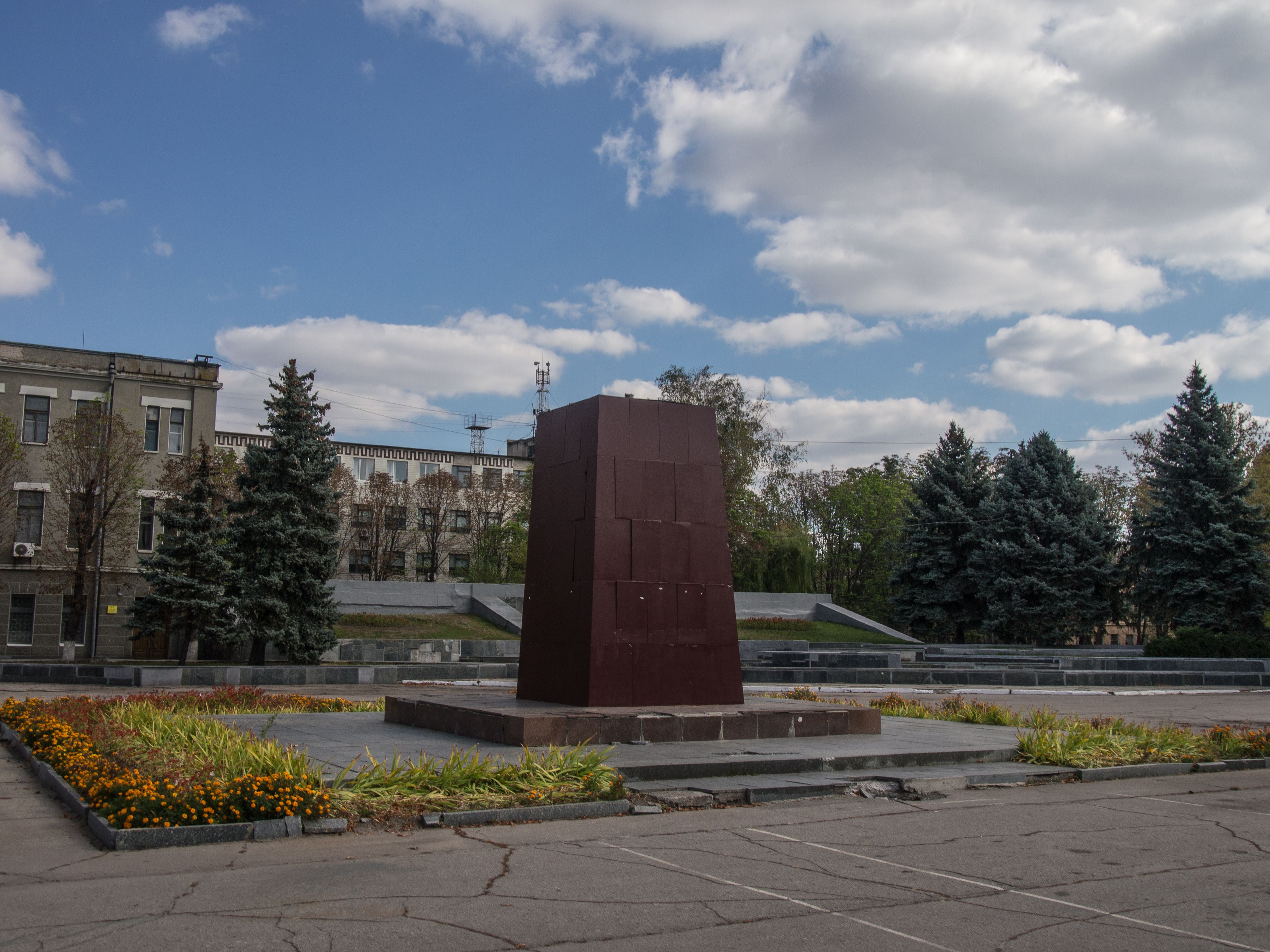
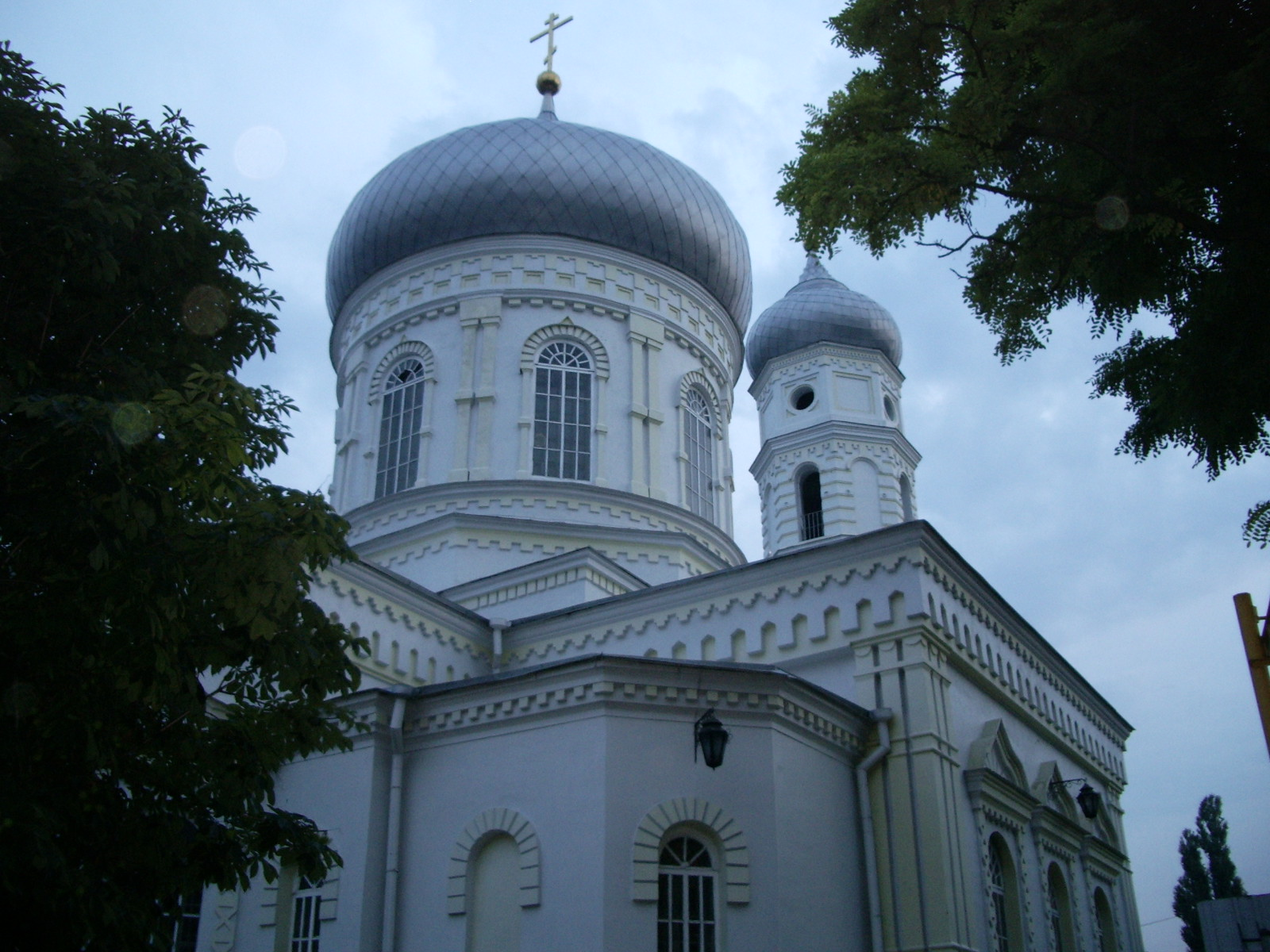
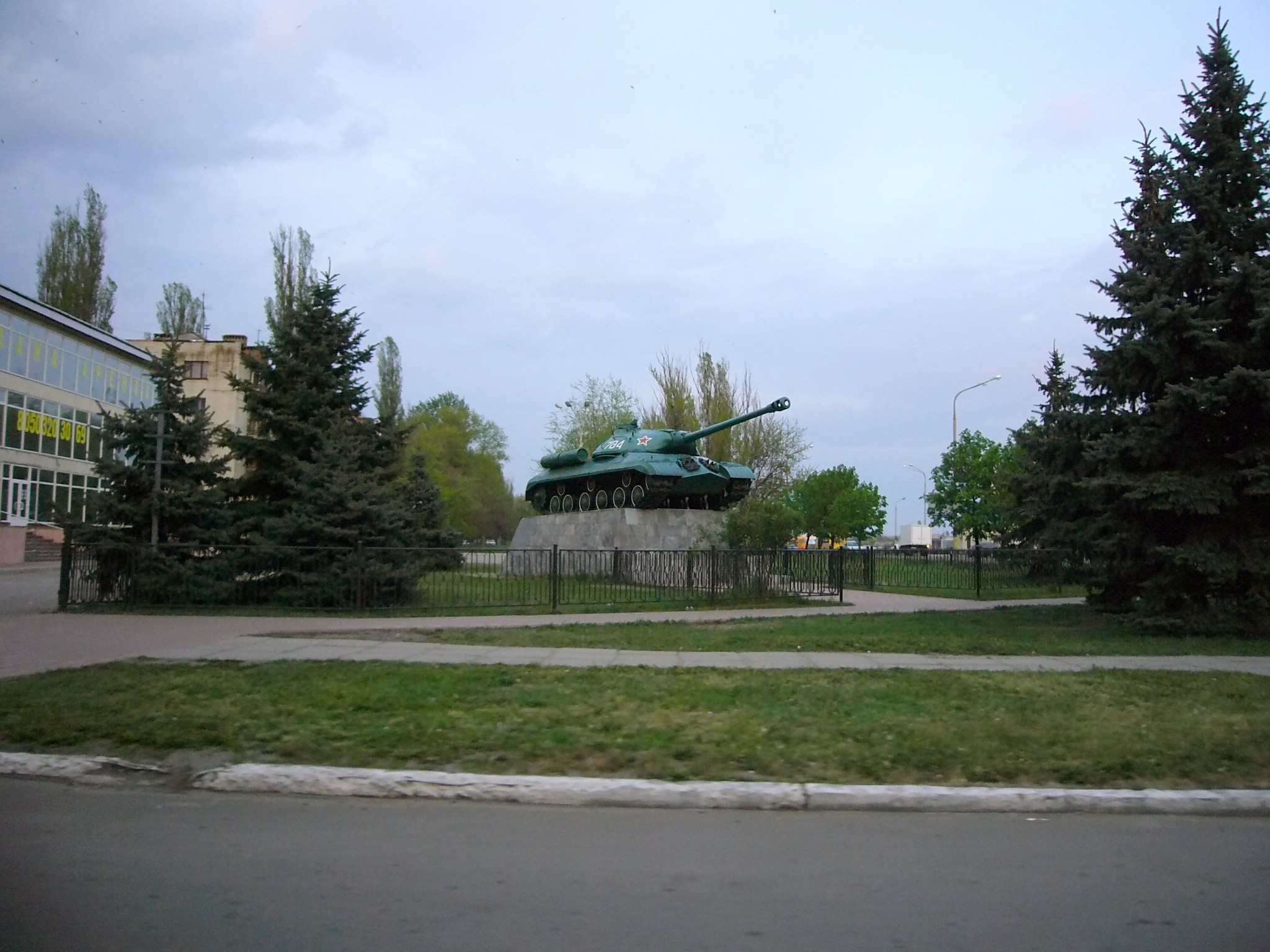
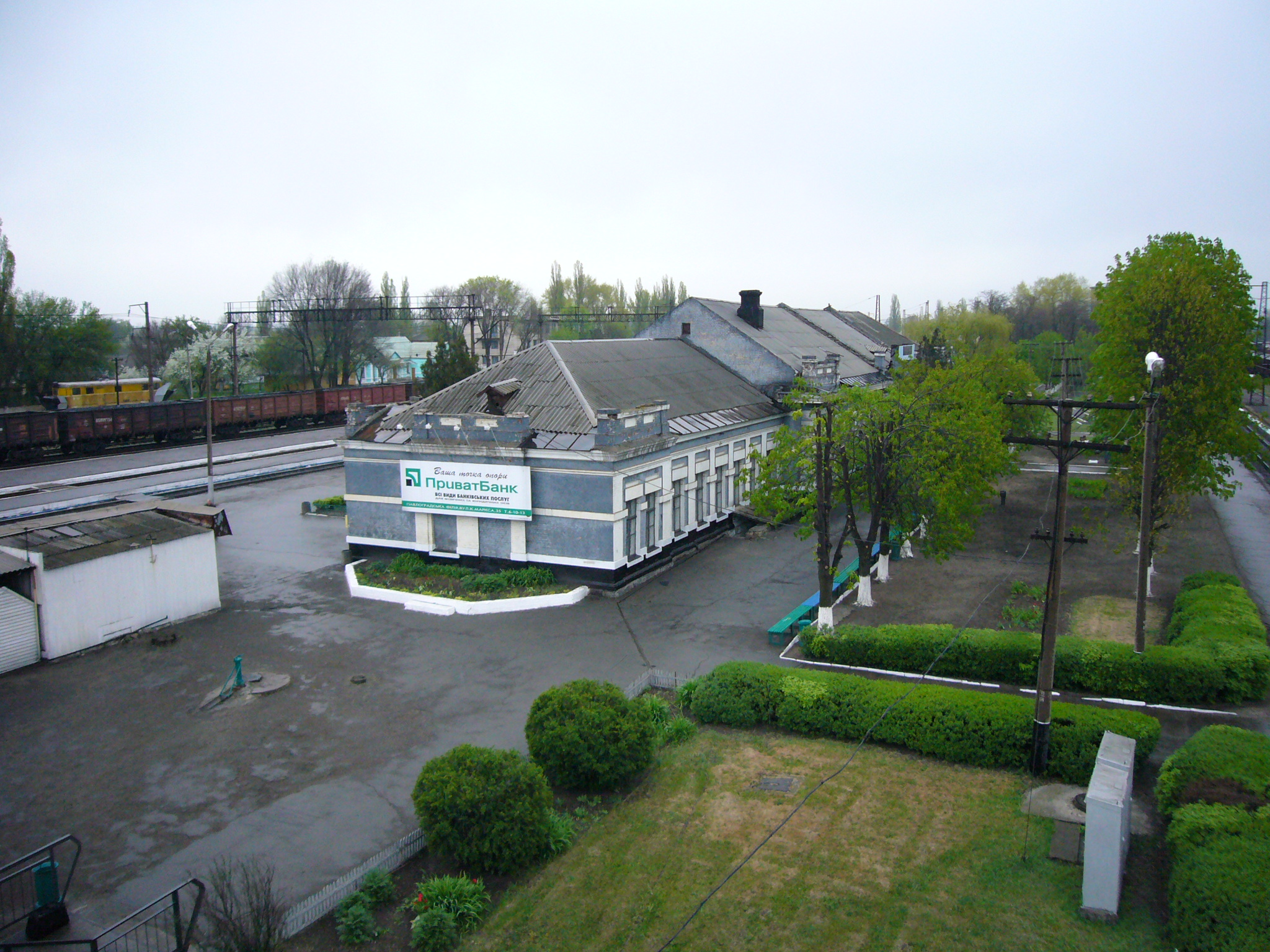
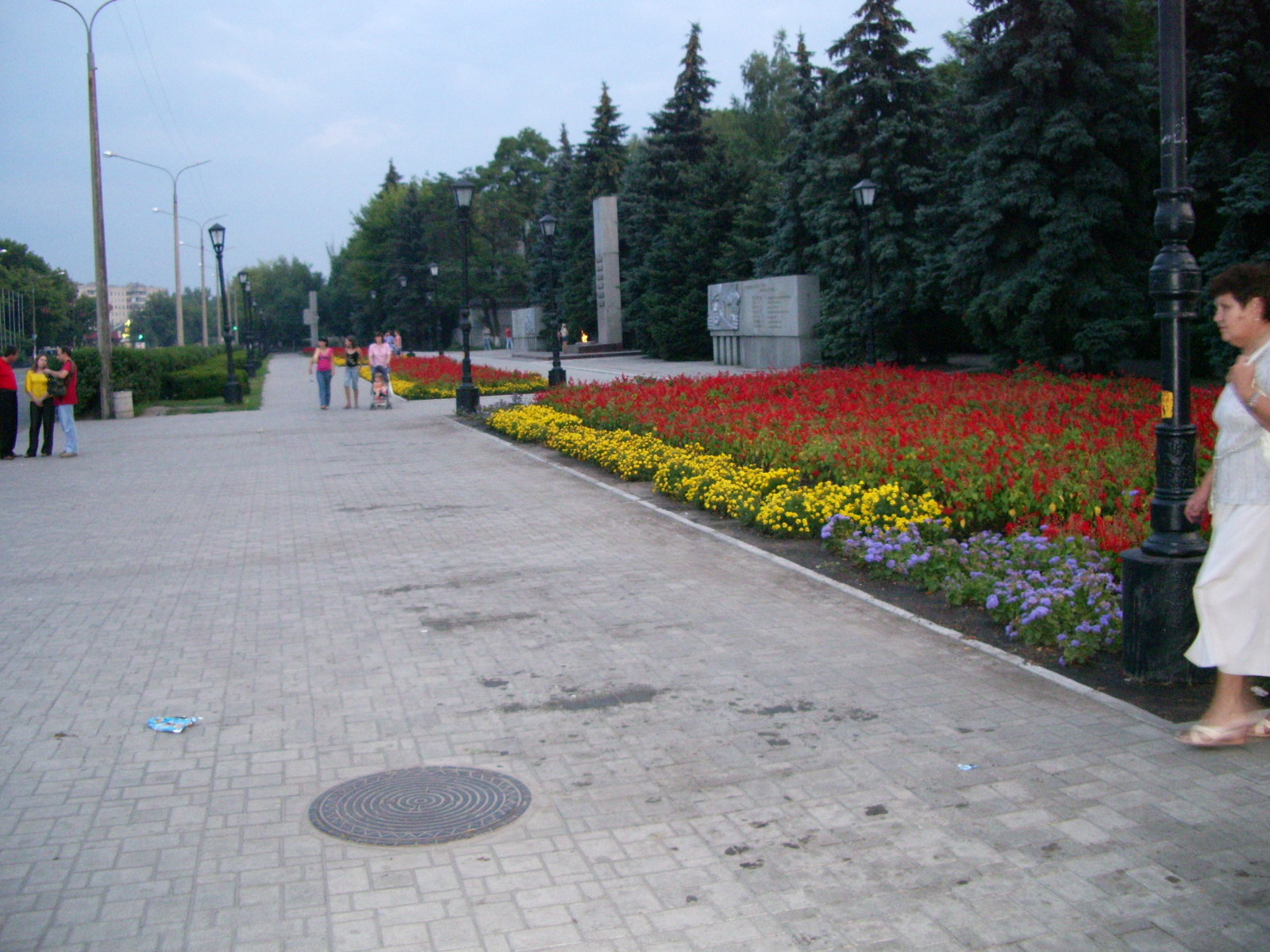

## مدن توأم
المدن التوأم:
- Lubsko [الإنجليزية]‏.

## أعلام
- دميترو بيريشجينكا